# Vedano al Lambro
Vedano al Lambro es una localidad y comune italiana de la provincia de Monza y Brianza, región de Lombardía, con 7.643 habitantes.

## Evolución demográfica
| Gráfica de evolución demográfica de Vedano al Lambro entre 1861 y 2001 |
|                                                                        |
| Fuente ISTAT - elaboración gráfica de Wikipedia                        |